# František Seitl
František Seitl (2. listopadu 1804 Písek – 23. října 1879 Praha) byl rakouský soudce a politik české národnosti z Čech, v 60. letech 19. století poslanec Českého zemského sněmu.

## Biografie
Vystudoval práva a po studiích pracoval jako magistrátní úředník v Praze. Působil pak také jako rada vrchního zemského soudu v Praze, soudcem tohoto soudu se stal roku 1854. Měl titul dvorního rady, který mu byl udělen v říjnu 1875.
Po obnovení ústavního systému vlády počátkem 60. let se zapojil i do politického života. V zemských volbách v Čechách roku 1861 byl zvolen na Český zemský sněm, kde zastupoval kurii městskou, obvod Praha-Nové Město. Byl tehdy uváděn jako oficiální český kandidát (Národní strana, staročeská).
Zemřel v říjnu 1879 „ochrnutím mozku“. Podle jiného zdroje byl příčinou úmrtí zápal plic.

### Rodinný život
První manželka Maria, rozená Lhetnická (1804–1864) pocházela z Nového Bydžova. Druhá manželka Ludmila (1843 – ??) byla dcerou nakladatele a knihkupce Jaroslava Pospíšila. Obě manželství byla bezdětná.